# Unholy War
Unholy War  è un singolo del cantante statunitense Alice Cooper, il terzo e ultimo estratto dall'album The Last Temptation nel 1994. È stato distribuito esclusivamente come singolo promozionale per le radio.
La canzone è stata interamente scritta e cantante con la collaborazione di Chris Cornell dei Soundgarden.

## Tracce
Promo-Single - CD-Single Epic ESK 5995
1. Unholy War – 4:11

## Formazione
- Alice Cooper – voce
- Stef Burns – chitarra, cori
- Greg Smith – basso, cori
- Derek Sherinian – tastiere, cori
- David Uosikkinen – batteria
- Chris Cornell – seconda voce